# 러우친젠
러우친젠(루근검, 중국어 간체자: 娄勤俭, 1956년 12월 ~ )은 중화인민공화국의 정치인이다. 산시성(陝西省) 성장과 산시성 당위원회 서기를 역임했고 현재 장쑤성 당위원회 서기이다.

## 생애
구이저우성 퉁쯔현 출신이다. 1973년 8월, 구이저우성 퉁쯔현의 푸성인민공사에서 지식청년과 사립학교 교사, 공사 부서기 등으로 봉사했다. 1978년 3월 화중공학원 컴퓨터공학과에서 전문 설비를 전공했다. 1975년 중국 공산당에 입당했다. 1982년 전자공업부 부설 제15연구소 기술자 겸 조리공정사로 근무했고 1985년 9월부터 1988년 7월까지 제15연구소 컴퓨터공학과에서 공학 석사 학위를 취득했다. 이후 전자공업부 기계전자공업부 제15연구소 공업자동화연구실에서 일을 했다. 1990년 러우친젠은 기계전자공업부 제15연구소 공업자동화연구실 부주임을 거쳐 1993년 전자공업부 제15연구소 산업응용연구실 주임과 국가863계획 CIMS 주제 전문가로 일을 했다. 1995년 이후 제15연구소 소장 겸 태극계산기공사 총경리, 이사장, 전자공업부 정보화공정총체연구센터 주임, 국방과학기술위원회 전문가 조장 등을 지냈다. 1998년 정보산업부 제15연구소 소장 겸 총장비부 과학기술위원회 위원을 지냈고, 1999년 정보산업부 전자과학연구원 부원장, 제15연구소 소장,  정보산업부 부부장과 당조성원 등을 거쳐 2008년 산업정보화부 부부장과 당조성원을 지냈다.
2010년 8월, 중국공산당 산시성 성위원회 상무위원과 산시성 인민정부 당위원회 부서기에 올랐고 같은해 9월부터는 산시성 인민정부 상무 부성장을 겸했다. 2012년 11월, 제18기 중국공산당 인민대표대회에서 중국공산당 18기 중앙위원회 후보위원으로 선출되었고 같은해 12월 중국공산당 산시성 성위원회 부서기와 부성장, 성장 대행, 당조서기에 임명되었고 2013년 1월 산시성 성장으로 선출되었다.